# Lettische Fußballnationalmannschaft (U-19-Junioren)
Die lettische Fußballnationalmannschaft der U-19-Junioren ist die Auswahl lettischer Fußballspieler der Altersklasse U-19. Sie repräsentiert die Latvijas Futbola federācija auf internationaler Ebene, beispielsweise in Freundschaftsspielen gegen die Auswahlmannschaften anderer nationaler Verbände, aber auch bei der seit 2002 in dieser Altersklasse ausgetragenen Europameisterschaft. Die lettische Mannschaft konnte sich noch nicht für eine Endrunde und erst viermal für die zweite bzw. Eliterunde der Qualifikation qualifizieren.

## Teilnahme an U-19-Europameisterschaften
- 2002: nicht qualifiziert
- 2003: nicht qualifiziert (in der 2. Runde gescheitert)
- 2004: nicht qualifiziert
- 2005: nicht qualifiziert
- 2006: nicht qualifiziert (als drittbester Gruppendritter die Eliterunde verpasst)
- 2007: nicht qualifiziert (als sechstbester Gruppendritter die Eliterunde verpasst)
- 2008: nicht qualifiziert (als drittschlechtester Gruppendritter die Eliterunde verpasst)
- 2009: nicht qualifiziert (in der Eliterunde gescheitert)
- 2010: nicht qualifiziert (als fünftbester Gruppendritter die Eliterunde verpasst)
- 2011: nicht qualifiziert (als fünftschlechtester Gruppendritter die Eliterunde verpasst)
- 2012: nicht qualifiziert (als viertschlechtester Gruppendritter die Eliterunde verpasst)
- 2013: nicht qualifiziert
- 2014: nicht qualifiziert (als viertschlechtester Gruppendritter die Eliterunde verpasst)
- 2015: nicht qualifiziert (als sechstbester Gruppendritter die Eliterunde verpasst)
- 2016: nicht qualifiziert
- 2017: nicht qualifiziert
- 2018: nicht qualifiziert (in der Eliterunde gescheitert)
- 2019: nicht qualifiziert
- 2020: Meisterschaft wegen COVID-19-Pandemie abgesagt (für die abgesagte Eliterunde qualifiziert)
- 2022: nicht qualifiziert (als sechstschlechtester Gruppendritter die Eliterunde verpasst)

| Bilanz     | Bilanz | Bilanz | Bilanz | Bilanz      | Bilanz | Bilanz    | Bilanz       |
| Runde      | Spiele | Siege  | Remis  | Niederlagen | Tore   | Gegentore | Tordifferenz |
| ---------- | ------ | ------ | ------ | ----------- | ------ | --------- | ------------ |
| 1. Runde   | 60     | 14     | 12     | 34          | 65     | 104       | −39          |
| Eliterunde | 09     | 03     | 01     | 05          | 08     | 018       | −10          |
| Gesamt     | 69     | 17     | 13     | 39          | 73     | 122       | −49          |